# Gutshaus Weisdin

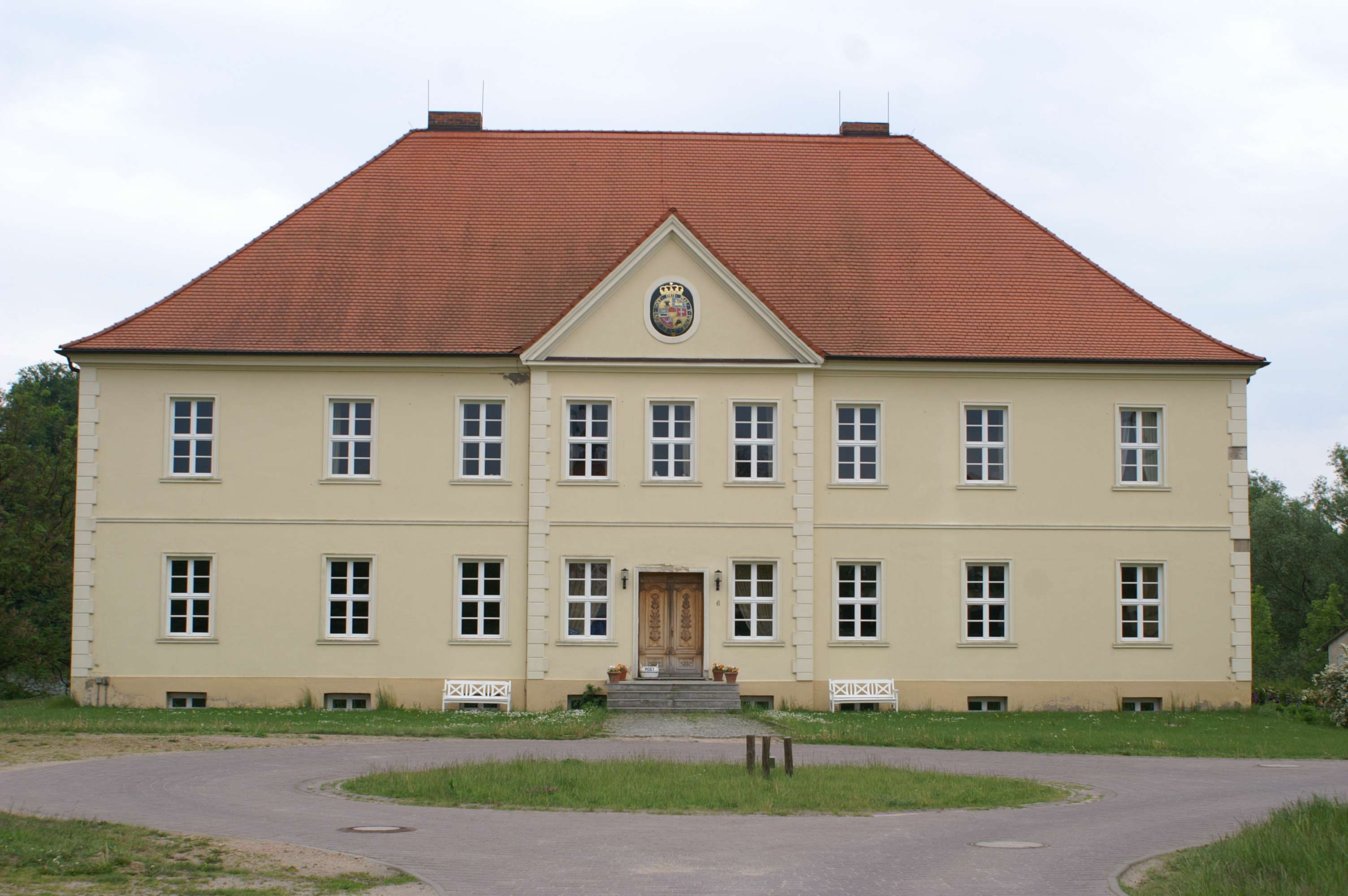
Gutshaus Weisdin

Das Gutshaus Weisdin (auch Schloss Weisdin) ist ein denkmalgeschütztes Herrenhaus in Weisdin, einem Ortsteil von Blumenholz, einer Gemeinde im Landkreis Mecklenburgische Seenplatte (Mecklenburg-Vorpommern). Das Gebäude steht unweit der Bundesstraße 96 nach Neubrandenburg, etwa fünf Kilometer von Neustrelitz entfernt.
Der Ort befand sich von 1387 bis 1761 im Besitz der Familie Peccatel (auch Peckatel).

## Geschichte und Architektur
Das Vorgängergebäude und fast das gesamte Dorf brannten um 1740 nieder. Gotthard Carl Friedrich von Peckatel ließ 1749 das Gebäude als zweigeschossiges Herrenhaus zu neun Achsen, mit Mittelrisalit, im Stil des Barock errichten. Der Bauplatz befand sich am Nordufer des Mittelsees. Das Gebäude ist mit einem Walmdach gedeckt. Zur gleichen Zeit wurde auf der anderen Seite die Kirche auf einem achteckigen Grundriss gebaut. Da Der Eigentümer Peckatel fünf Töchter, aber keinen männlichen Nachkommen hatte, verkaufte er 1761 all seine Güter an den Herzog von Mecklenburg-Strelitz, Adolf Friedrich IV. Wenige Jahre später wurde das Gut verpachtet, die jeweiligen Pächter wohnten im Haus. Ein Wintergarten mit Freitreppen wurde zum Ende des 19. Jahrhunderts an die Parkseite des Gebäudes angefügt.
Nach 1918 ging die Anlage in den Besitz des Freistaates Mecklenburg-Strelitz über. Zu DDR-Zeiten wurde das Haus als Kulturhaus, Gaststätte und Schule genutzt. Das mittlerweile in Privatbesitz befindliche Gebäude wurde seit 1997 umfangreich renoviert, wobei u. a. das Wappen des Herzogs im Giebeldreieck erneuert wurde, und dient seitdem als Wohngebäude.
Von dem ursprünglichen Bau sind das geräumige Treppenhaus mit einer doppelläufigen Treppe, in etlichen Räumen die Stuckdecken mit ornamentalem Schmuck und der Festsaal erhalten. Das Haus war Denkmal des Monats im September 2012.
Die Burgruine der Ritter von Peckatel steht südlich des Sees.